# وفاء بني مصطفى
وفاء سعيد يعقوب بني مصطفى (16 مارس 1979 في جرش) سياسية أردنية تشغل منصب وزيرة التنمية الاجتماعية في حكومة بشر الخصاونة منذ 27 تشرين الأول 2022، كما شغلت منصب وزير دولة للشؤون القانونية في نفس الحكومة من 11 تشرين الاول 2021 إلى 27 تشرين الأول 2022.
كانت عضو منتخب في مجلس النواب الأردني لثلاث دورات متتالية (2010-2020) وهي عضو نقابة المحامين الأردنيين.

## التعليم
تلقت تعليمها في مدارس سوف الثانوية للبنات، ثم أكملت دراستها الجامعية في جامعة جرش، حيث حصلت منها على درجة البكالوريوس في الحقوق عام 2001. حصلت على شهادة الماجستير في الإرشاد النفسي من جامعة عمان العربية.

## العمل والخبرات
اُنتخبت وفاء بني مصطفى لعضوية مجلس النواب الأردني لثلاث دورات متتالية، وكانت أصغر عضو فائز في الانتخابات في عام 2010. وقد حصلت على مقعدها في المرة الثانية خارج الكوتا المخصصة للنساء. خلال حياتها المهنية، شاركت في لجان لدعم المرأة في الأردن والشرق الأوسط كناشطة في قضايا حقوق الإنسان عامة والشباب والأمن الإنساني وحماية الأطفال والنساء من الاستغلال بصورة خاصة على نطاقٍ إقليمي ودولي.
مثلت البرلمان الأردني في لجنة المرأة للجمعية البرلمانية التابعة للاتحاد من أجل المتوسط، وهي أول امرأة أردنية ترأست كتلة في البرلمان الأردني لمرتين.
وفاء بني مصطفى شريك مؤسس في مؤسسة مسارات الأردنية للتنمية والتطوير وعضو في برلمان المناخ، وهي عضو مؤسس في منتدى البرلمان العربي للسكان والتنمية. وفي شهر آذار 2018  انتخبت نائب رئيس اللجنة الدائمة للتنمية المستدامة للاتحاد البرلماني الدولي ممثلة عن المجموعة العربية، وهي عضوة في هذه اللجنة منذ نيسان 2017. 
في عام 2018 مُنحت منصب سفيرة القيادات النسائية السياسية WPL للأردن، وهي الآن المبعوث الخاص للقيادات النسائية السياسية للمنطقة العربية.  كما تم تصنيف بني مصطفى كأكثر نواب المجلس الثامن عشر مداخلة لعام 2017 وفقاً لتقرير صدر عن (راصد) وهي منظمة مجتمع مدني تراقب أداء البرلمانيين. وكما تم اختيارها كواحدة من بين أهم 50 شخصية نسائية قيادية عالمياً من قبل مبادرة النساء في الحياة العامة في الولايات المتحدة الأمريكية.
انتخبت وفاء بني مصطفى لتكون المنسقة الأولى لملتقى البرلمانيات الأردنيات (البرلمان السابع عشر) وقد تم انتخابها في البرلمان الحالي لتشغل الموقع ذاته. وتشغل وفاء بين مصطفى منصب رئيسة ائتلاف البرلمانيات من الدول العربية لمناهضة العنف ضد المرأة المكون من 13 دولة عربية، والذي ترأسه فخرياً الأميرة بسمة. وتم العمل على إطلاق مشروع ميثاق/اتفاقية عربية لمناهضة العنف ضد المرأة والفتاة والعنف الأسري في الدول العربية في رحاب جامعة الدول العربية عام 2016. إضافة إلى ذلك شاركت بني مصطفى في عدد من المؤتمرات العالمية لتمكين المرأة في دول أوروبا وأمريكا والشرق الأوسط من أجل تبادل الآراء والخبرات. وتعمل بني مصطفى كمدربة على مهارات الحملات الانتخابية لمشاركين مهتمين في هذا المجال من 11 دولة من دول الشرق الأوسط وشمال أفريقيا.
بني مصطفى محامية وعضو فعال في نقابة المحامين الأردنيين، وتم تعيينها كعضو في مجلس الأمناء للمركز الوطني لحقوق الإنسان  ،حيث تعمل أيضا كرئيسة للجنة القانونية. وفي البرلمان، طبقت بني مصطفى خبرتها القانونية كعضو ومقرر للجنة القانونية في (البرلمان السادس عشر) وكعضو مشارك في (البرلمان السابع عشر).